# Адагамов, Рустем Ринатович
Русте́м Рина́тович Адага́мов (род. 8 ноября 1961, Казань) — российский блогер, известный в «Живом Журнале» под интернет-псевдонимом «drugoi».

## Биография
Родился 8 ноября 1961 года в Казани. Отец около тридцати лет проработал в энергетической отрасли.
Мой казанский дед был татарином, но жена (моя бабушка) у него была русской, из-под Вологды и дети у них (мой отец и три его сестры — русские, языку не обучены). Мама вообще русская, из Калуги. Мне нравится, что во мне четверть татарской крови, но к татарам я себя никак причислить не могу, это было бы странно.
Вырос в Москве. В 1980—1985 годах учился в Московском историко-архивном институте (сейчас РГГУ) на факультете научно-технической информации, научно-технических архивов, стандартизации и патентоведения. В дальнейшем Адагамов работал художником в издательствах и рекламных агентствах Москвы, оформлял книги. Некоторое время он занимал должность главного художника издательства Фонда Сороса, а затем в качестве приглашённого специалиста занимался оформлением и графическим дизайном. В 1994—1996 годах Адагамов повышал квалификацию в Полиграфическом институте (ныне это Московский государственный университет печати).
В 1996 году участвовал в конкурсе художников-графиков в Брно, где на него обратили внимание топ-менеджеры норвежского представительства рекламного агентства Saatchi & Saatchi. По их предложению уехал в Норвегию, в Тромсё, где жил до середины 2000-х годов и работал в рекламном агентстве. Адагамов получил работу в их офисе в Норвегии, а позже занял и должность креативного директора норвежского филиала агентства. Со временем, который, по собственным словам, «всегда был скандинавофилом», открыл в Норвегии и собственное рекламное агентство. На протяжении первых пяти лет он жил в «норвежском Заполярье», в городе Тромсё, затем перебрался на юг страны. Во время пребывания в Норвегии Адагамов получил норвежское гражданство, сохранив при этом и российское.
Ещё в конце 1990-х годов Адагамов стал активно участвовать в интернет-конференциях, в частности, в проекте «Вечерний интернет», созданном Антоном Носиком. В 2000 году вместе с Александром Борзовым создал форум зрителей НТВ. После закрытия старого НТВ перенёс и зарегистрировал сайт под новым названием www.kommunalka.org.
В начале 2012 года стал одним из учредителей Лиги избирателей. В октябре 2012 года был избран в Координационный совет российской оппозиции.
15 января 2013 года вышел из Общественного совета при Министерстве культуры РФ после заявления министра Владимира Мединского о том, что Рустем Адагамов не посещал заседания, и о собственном желании исключить блогера из состава совета. В свою очередь Адагамов сообщил о том, что за несколько месяцев секретариат Минкульта ни разу не сообщал о намечающихся мероприятиях, и что сам он не получал приглашения на них. Рустем Адагамов объявил о своём выходе из состава совета и охарактеризовал его работу как «очередную потёмкинскую деревню, обман и фикцию». Члены комиссии по кинематографу Общественного совета при Министерстве культуры Николай Бурляев и Даниил Дондурей подтвердили слова Адагамова о том, что комиссия при министерстве спустя год с момента её основания так и не собиралась и что приглашения на эти мероприятия они не получали. Министерство культуры отказалось от комментариев.
В конце февраля 2013 года Рустем Адагамов сообщил, что переехал жить в Прагу, где «будет заниматься фотожурналистикой, писать в блог». Решение Адагамова подверглось критике со стороны некоторых оппозиционеров.
С осени 2013 года сотрудничал с интернет-порталом Sportbox.ru в качестве спортивного фоторепортёра.
21 февраля 2025 года Министерством юстиции России внесён в список физических лиц — «иностранных агентов».

## Блог drugoi
22 марта 2002 года Адагамов по предложению Антона Носика создал свой блог в ЖЖ, где он выступает под ником «drugoi». Свой блог он озаглавил как «иллюстрированный журнал обо всём на свете». Благодаря блогу в «Живом журнале» его имя стало широко известно.
В блоге он стал размещать переводы интересных статей из норвежских газет, а также собственные небольшие рассказы о своей жизни в Норвегии.
Адагамов размещает у себя в ЖЖ репортажные фотографии зарубежных фотоагентств, таких как Рейтер и Франс Пресс, снабжая их авторскими подписями и комментариями.
Примерно с 2008 года его журнал (по данным статистических сервисов ЖЖ) по количеству подписчиков регулярно находился на первых местах рейтинга Живого Журнала. Блог Рустема Адагамова имеет почти 80 000 постоянных читателей (френдов), последняя запись датирована июнем 2019 года, с тех пор блог не обновлялся. По данным самого Адагамова, читателей было в несколько раз больше.
По мнению директора Издательского дома «КоммерсантЪ» Демьяна Кудрявцева, блог Рустема Адагамова на момент работы составлял реальную конкуренцию электронным версиям ведущих российских газет, таких как «Ведомости», «Известия» или «КоммерсантЪ». Сам Адагамов не отрицал в своем интервью, что его журнал фактически перенял функцию СМИ.
В начале января 2013 рекламный контракт с Адагамовым отказался продлевать «Мегафон», а спустя два дня — банк ВТБ. Компании размещали свои баннеры в его блоге на платформе LiveJournal. В феврале 2013 года Рустем Адагамов начал рекламировать в своём блоге услуги компании «Связной Трэвел», в рамках контракта блогер планировал публиковать информацию о спонсируемых агентством путешествиях.
29 мая 2016 года из-за записей в своём блоге, где автор называл Крым и Донбасс «русскими по духу территориями», Адагамов подвергся нападению со стороны представителей организации «С14» в Киеве, куда прибыл для выступления перед читателями. Напавшие хулиганы облили Адагамова кефиром и нанесли ему несколько ударов ногами, при этом выкрикивая: «Это тебе от майданутых». Блогер спасся бегством.

### Включение поста в реестр запрещённых сайтов
11 января 2013 года Роскомнадзор на основании закона «О защите детей от информации, причиняющей вред их здоровью и развитию» потребовал от Живого Журнала удалить пост Адагамова, как нарушающий закон в части пропаганды суицида. В сообщении блогера рассказывалось о событиях в Индии, где активист движения «За независимость Тибета» попытался сжечь себя в знак протеста против приезда председателя КНР.
Глава LiveJournal Russia Илья Дронов выполнил требование, заблокировав материал. В ответ многие блогеры разместили в своих блогах запись Адагамова. Таким образом они решили узнать, включит ли и их Роскомнадзор в чёрный список. Заместитель руководителя Роскомнадзора М.Ксензов сообщил о том, что Роскомнадзор не будет рассматривать жалобы на блоги, в которых размещена копия поста Адагамова.

### Освещение деятельности президента Дмитрия Медведева
3 сентября 2009 года Адагамов впервые был допущен на мероприятие с участием президента Дмитрия Медведева в Кремль. Он фотографировал на любительскую камеру и подготовил иллюстрированный репортаж для своего блога в ЖЖ о встрече президентов Индии и России, при этом заметив:
Я бродил по залу и смотрел, как работают журналисты.
Благодаря помощи пресс-службы президента Адагамов получил возможность вести фотосъёмку банкета в Большом Кремлёвском дворце, где кроме него и личного фотографа главы государства больше никто не фотографировал.
23 сентября 2009 года Адагамов впервые был взят в поездку с президентом в Казань. Он сопровождал Д. А. Медведева на всех мероприятиях, ездил в его личном кортеже и фотографировал для блога.
Ранее Адагамов в своём блоге критиковал работу президентских личных фотографов и утверждал, что они «неинтересно снимают главу государства», однако после совместной поездки изменил свое мнение и сообщил, что ранее недооценивал сложности работы личных фотографов.
В ноябре 2009 года Адагамов сопровождал президента Дмитрия Медведева в его рабочей поездке на саммит Россия — Евросоюз в Стокгольме. 18 ноября 2009 года вместе с Медведевым побывал на футбольном матче на стадионе в Словении, о чём подготовил подробный репортаж.

## Критика
Некоторые журналисты, в частности представители агентства «Интерфакс», негативно оценивают деятельность блогера.
В 2009 году журналист Анна Качкаева в программе Радио «Свобода» обозначила новый конфликт коммуникационной эпохи: блогеры и журналисты, в центре которого оказался Рустем Адагамов. Летом компания «РусГидро» пригласила Адагамова в качестве блогера для подготовки эксклюзивного репортажа с аварии на Саяно-Шушенской ГЭС и одновременно лишила аккредитации и доступа на станцию журналиста информационного агентства «Интерфакс». Факт замены профессионального журналиста на блогера вызвал возмущение в журналистском сообществе.
Агентство «Интерфакс» в своём редакционном материале так отозвалось о деятельности блогера на Саяно-Шушенской ГЭС через два дня после того, как Адагамов написал в своём блоге, что информация «Интерфакса» была неточна и что его корреспондент не разобрался, о чём идёт речь:
Его история — прекрасный повод задуматься — а стоит ли так безоговорочно доверять интернет-дневникам? Самый популярный блогер Рунета сначала воспроизводит страшные слухи о станции, а потом — снимает красивые фотографии о ходе восстановительных работ. Блогеры и авторы комментариев в дневниках так любят ругать СМИ, а сами-то они чем лучше? Журналисты отвечают за свои действия перед законом, редакцией и аудиторией. А блогеры? Только перед своей совестью. Или чем-то другим.
Журналист и издатель Сергей Пархоменко так отозвался о приглашении Адагамова на Саяно-Шушенскую ГЭС и в Кремль:
На мой взгляд, его и туда, и сюда пригласили совершенно не как блогера, а как журналиста, имеющего вот такое вот странное средство массовой информации, состоящее вроде как из одной его подписи. Это вообще очень странно (…) Все пресс-службы на свете за редчайшими фантастическими исключениями прежде всего озабочены лакировкой действительности в той или иной форме, так, как они это понимают. Они создают благоприятный образ своего объекта.

## Семья
Был женат на Татьяне Дельсаль 1961 года рождения, которая работала директором по маркетингу в компании «ВИП-Системы». Брак продолжался 20 лет, супруги развелись в июле 2010 года. Бывшая жена проживает в городе Кристиансанн в провинции Вест-Агдер на юге Норвегии.
У Рустема есть дочь и сын, которые в настоящее время проживают в Норвегии. Есть внучка.

## Обвинения
27 декабря 2012 года бывшая жена Адагамова Татьяна Дельсаль в своём блоге обвинила его в том, что он 15 лет назад в Норвегии совершил сексуальные действия с 12-летней девочкой и продолжал делать это до её совершеннолетия. После публикации 29 декабря в блогах видео с Дельсаль, посвящённого этой теме, Адагамов назвал его в твиттере «бредом», однако заявил, что не может подать в суд на родного человека. После публикации бывшей жены началась травля Адагамова.
11 января 2013 года Следственный комитет Российской Федерации начал проверку по заявлению Дельсаль после её интервью газете «Известия» и телекомпании «Russia Today».
Массированное распространение обвинений против Адагамова в соцсетях и СМИ оценивалось такими представителями российской оппозиции, как ФЭП и КС оппозиции, как информационная кампания, направленная представителями властей России на дискредитацию Рустема Адагамова.
После того, как газета «Известия» рассказала, что Дельсаль передала доказательства его вины российским следователям, а жертва Адагамова рассказала норвежским полицейским в Лиллесанне о том, как и когда в отношении неё было совершено преступление, начальник полицейского участка Лиллесанна заявил в интервью РИА Новости, что заявление об изнасиловании в полицию не поступало и что никакого официального расследования не ведётся.
Как сообщает ТАСС со ссылкой на источник в правоохранительных органах, Следственный комитет завёл уголовное дело в отношении Адагамова по подозрению в изнасиловании и совращении 12-летней девочки по статья 131 и 132 УК РФ.
В марте 2013 года блогер уехал из России в Чехию. В январе 2014 года был объявлен в федеральный розыск.

## Фильмография
- «Вторая ударная. Преданная армия Власова» (в роли генерала Власова) — 2011 (историческая документально-игровая драма Алексея Пивоварова)
- «Срок» — 2012